# Zr.Ms. Tromp (1937)
Zr.Ms. Tromp var en så kallad flottiljledare av Tromp-klass som byggdes för Nederländernas kungliga flottan. Fartyget byggdes strax före andra världskriget och tjänstgjorde främst i Stilla havet och Indiska oceanen mot japanerna och var baserat i Sydney, Fremantle och Trincomalee där det tjänstgjorde tillsammans med brittiska, australiska och amerikanska krigsfartyg. Efter kriget återvände hon till Nederländerna och efter 1949 användes Tromp som utbildnings- och inkvarteringsfartyg, innan hon togs ur bruk 1955 och skrotades 1969.

## Design och beskrivning
Tromp beställdes 1935 och kölsträcktes på Nederlandsche Scheepsbouw Maatschappij i Amsterdam den 17 januari 1936. Hon sjösattes den 24 maj 1937 och togs sedan i bruk i den nederländska flottan den 18 augusti 1938. Hon uppkallades efter amiralerna Maarten Tromp och Cornelis Tromp.
Tromp var 132 meter långt, hade en bredd på 12,4 meter och ett djupgående på 4,8 meter. Hon hade ett deplacement på 3 450 ton vid standardlast. Hon drevs av två växlade Parsonturbiner med fyra Yarrowpannor som drev två axlar och producerade 56 000 shp (41 759 kW) och kunde uppnå en maxhastighet på 32,5 knop (60,2 km/h). När fartyget byggdes var besättningen 295 personer, men den ökade över tid till 380 personer.
Hennes bestyckning bestod av sex 15 cm kanoner som var dubbelmonterade i tre torn, samt två dubbelt monterade Bofors 40 mm luftvärnskanoner. Från början hade hon också två dubbelmonterade kulsprutor i kaliber 12,7 mm, men dessa ersattes senare av två enkelmonterade 20 mm Oerlikon automatkanoner. För att utöka luftvärnet utrustades hon dessutom senare med ytterligare sex 20 mm Oerlikon-kanoner, fyra 7,5 cm-kanoner tillverkade i USA och ytterligare fyra Bofors 40 mm kanoner. Hon hade också sex 53,3 cm torpedtuber i två grupper om tre och var utrustad med ett Fokker C.XIW-sjöflygplan. Hon hade också ASDIC, en hydrofon och fyra sjunkbombskastare för ubåtsjakt. Hennes däckspansar var 38-64 mm, medan sidobältespansaret var 38 mm.

## Tjänstgöring

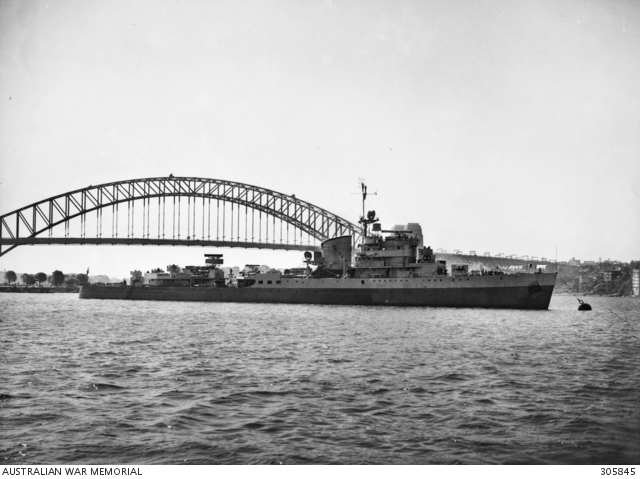
Zr.Ms. Tromp i Sydney, 1943, med ett Measure 22 kamouflage

Efter att ha levereras genomförde Tromp övningar fram till början av januari 1939 då hon lämnade Rotterdam för att segla till Medelhavet. När hon passerade Lissabon i Portugal den 15 januari skadades hon lätt när hon råkade kollidera med det tyska passagerarfartyget Orinoco. Hon återvände till Nederländerna i april för att delta i flottans uppvisning i Scheveningen, innan hon deltog i en kryssning till Norge, där hon stannade till i Oslo. I juli 1939 tog kommendörkapten J. W. Termijtelen över befälet över fartyget från kapten L.A.C.M. Doorman och under Termijtelens befäl seglade fartyget till Nederländska Ostindien i augusti 1939 och anlände strax efter andra världskrigets utbrott i Europa.
I mitten av september 1939 genomsökte fartyget flera tyska handelsfartyg i Padang, innan det fortsatte till Surabaya för en ombyggnad. Under hela 1940 utförde fartyget patruller och eskorterade fartyg som en del av den nederländska ostindiska eskadern innan det eskorterade fartyg från Java-New York-linjen i en konvoj till Gilbertöarna i början av 1941. En ny kapten, kommendörkapten J.B. de Meester, anlände i juli. Under de sista månaderna av 1941 började spänningarna i regionen öka på grund av oron för krig med Japan och i november 1941 letade Tromp efter Vichy-franska handelsfartyg som befann sig i området. I slutet av november och början av december 1941 överfördes Tromp till västra Javasjön för att hjälpa till att söka efter HMAS Sydney, som saknades efter att ha stött på den tyska hjälpkryssaren Kormoran.
Efter att kriget mot japanerna i Stilla havet hade brutit ut, tilldelades hon i januari 1942 Combined Striking Force, ABDA Command, för att försvara Ostindien. Tromp skadades svårt utanför Bali den 18 februari 1942 under slaget vid Badungsundet, då hon träffades av elva 12,7 cm granater från den japanska jagaren Asashio. Hennes eld träffade två japanska jagare och dödade fyra man på Asashio och sju på Ōshio. Fartyget skickades sedan till Australien för reparationer i februari 1942 och seglade först till Fremantle och sedan vidare till Sydney.
Reparationerna var färdiga i maj 1942 och då påbörjades en period av sjötester. Dessa avbröts av ubåtsjaktpatruller utanför Newcastle i mitten av månaden efter att det sovjetiska ångfartyget Wellen attackerats, men dessa patruller visade sig vara resultatlösa. Den 18 maj 1942 eskorterade Tromp tillsammans med jagaren HMAS Arunta konvojen "ZK.8"." från Sydney bestående av de nederländska fartygen Bantam, Bontekoe, Van Heemskerk och Van Heutsz på väg till Port Moresby med 4 735 soldater från den australiensiska 14:e brigaden. Därefter eskorterade Tromp ytterligare flera konvojer på väg norrut innan fartyget avslutade sina sjötester i början av juni. Följande månad lämnade hon Sydney för Fremantle och eskorterade en konvoj i västlig riktning. Hon stannade i Fremantle fram till oktober 1942 då fartyget återvände till Sydney för att byta ut sin radar. När det var klart skickades hon på besök till Nya Zeeland innan hon återvände till Fremantle i slutet av året i samförstånd med ett brittiskt trupptransportfartyg, Nestor.
I februari 1943, medan Tromp var baserad i Fremantle, tilldelades den amerikanska sjunde flottan med uppgift att eskortera konvojer runt Australien och i Indiska oceanen. Under året genomförde Tromp ytterligare konvojeskorter fram till oktober då kommendörkapten F. Stam anlände för att ta över befälet. I januari 1944 tilldelades Tromp den brittiska östra flottan med bas i Colombo, på Ceylon. En kort tid senare överfördes hon till flottbasen i Trincomalee. Fartyget deltog sedan i räder mot Sabang i april och Surabaya i maj 1944 och utförde eskorter däremellan. Hon överfördes till Sydney för en ombyggnad i september 1944 och stannade där fram till februari 1945, då Tromp återvände till Trincomalee för att utföra ytterligare eskorter. Under krigets sista månader ingick Tromp i den allierade flotta som besköt japanska positioner före den australiska 7:e divisionens landstigning i Balikpapan.
När fientligheterna upphörde tilldelades Tromp den brittiska Stillahavsflottan och i september 1945 skickades hon till Jakarta där hon landsatte marinsoldater som återockuperade guvernörens residens när de allierade styrkorna anlände för att avväpna den japanska garnisonen. Därefter transporterade hon befriade nederländska krigsfångar mellan Singapore, Bangkok och Sydney under årets sista månader. Hon stannade i Sydney fram till februari 1946 då hon seglade till Nederländerna för att återbörda över 150 före detta krigsfångar. Vid återkomsten till Nederländerna i maj 1946 genomgick fartyget en omfattande ombyggnad som pågick fram till mitten av 1948. Från 1949 användes Tromp huvudsakligen som utbildnings- eller inkvarteringsfartyg, innan det togs ur bruk 1955 och skrotades 1969.